# لنتیونین
لنتیونین (به انگلیسی: Linoelaidic acid) با فرمول شیمیایی C۱۸H۳۲O۲ یک ترکیب شیمیایی با شناسه پاب‌کم ۵۲۸۲۴۵۷ است. که جرم مولی آن ۲۸۰٫۴۵ g/mol می‌باشد. 